# Gospatric (2e comte de Lothian)
Gospatric III (mort en 1166) est un noble anglo-celtique du XIIe siècle qui fut 
Comte de  Lothian puis comte de Dunbar, et seigneur féodal de  Beanley (en).

## Biographie
Gospatric ou Gospatrick  III est le fils et homonyme de Gospatric II, ensuite dénommé comte de Dunbar. Il apparaît pour la première fois dans les sources comme témoin dans une charte et représentant de son père lors d'une donation paternelle au prieuré de  Coldingham. Après la mort de son père en 1138, Il hérite de ses domaines dans le Northumberland, l'East Lothian et dans la région de Marches dites des Scottish Borders. Il prend le titre de « Comte de Lothian » sur son sceau. L'année suivante  « le fils du comte  Gospatric, le fils d'Hugues de Morville et le comte Fergus de Galloway sont sommés de fournir des otages lors de négociations avec le  roi Étienne d'Angleterre ».
Gospatric épouse une noble gaëlique d'origine inconnue nommée Deirdre qui lui donne deux fils Waltheof de Lothian et Patrick. Gospatric est un grand bienfaiteur de l'église, il donne plusieurs domaines aux abbayes voisines. Il semble qu'il soit lui-même devenu moine avant de mourir en 1166 vraisemblablement dans la communauté monastique de Durham où il est inhumé.

### Sources
- (en) Cet article est partiellement ou en totalité issu de l’article de Wikipédia en anglais intitulé « Gospatric III, Earl of Lothian » (voir la liste des auteurs).
- (en) Andrew McDonald « Gospatric, second earl of Lothian (d. 1166) », Oxford Dictionary of National Biography, Oxford University Press, 2004.
- (en) Richard Oram Domination and Lordship. Scotland 1070-1230 The New Edinburgh History of Scotland III. Edinburgh University Press, (Edinburgh 2011)  (ISBN 9780748614974).
- Notice dans un dictionnaire ou une encyclopédie généraliste :   - Oxford Dictionary of National Biography